# Stanisław de Skarbimierz
Stanisław de Skarbimierz (1360? – 1431) est un professeur de droit canonique, théologien, recteur de l’université Jagellonne de Cracovie et chanoine du chapitre de la cathédrale du Wawel. Auteur des Sermones sapientiales, recueil de 113 sermons, célèbres dans toute l'Europe, il est précurseur du droit international. Il soutient que seules guerres défensives sont justes et milite pour la tolérance religieuse à l'égard des païens.

## Biographie
Stanisław de Skarbimierz est issu d’une famille bourgeoise. Après l’école de la collégiale de Skalbmierz, il parfait son éducation à l’université de Prague. A son retour à Cracovie, il devient chanoine du chapitre de la cathédrale du Wawel. Il est confesseur de la reine de Pologne Jadwiga Ire et prononce, en 1399, le sermon lors des funérailles de la souveraine. Le 26 juillet 1400, il devient le premier recteur de l'université cracovienne refondée.
Alors que la Pologne et la Lituanie remportent une éclatante victoire sur le puissant Ordre des Chevaliers Teutoniques à Grunwald en 1410, Stanisław de Skarbimierz écrit son célèbre sermon De bellis iustis (Sur les guerres justes) qui traite des lois de la guerre sur le plan du droit international. Il y expose l’idée que seule est juste une guerre défensive et que, dans ce cas, tous les citoyens ont le devoir de défendre le pays. Ses idées seront reprises et exposée par son élève Paweł Włodkowic lors du Concile de Constance (1415-1418).
Stanisław de Skarbimierz meurt en 1431 alors qu’il célèbre une messe à la cathédrale du Wawel. Il y est inhumé.